# Aisha Taymur
Aisha Taymur o Aisha E'ismat Taymur o (1840-1902) A'isha al-Taymuriyya ( عائشة عصمت تيمور)  fue una activista social, poeta, novelista y feminista egipcia, considerada la "madre del feminismo egipcio". Su prosa y ensayos inspiraron a generaciones posteriores de escritoras feministas.

## Trayectoria
Taymur nació en El Cairo, Egipto, en 1840.
Taymur fue una poetisa y ensayista que abogó por la educación de la mujer y fue celebrada por autores posteriores como una de las fundadoras de la expresión feminista en árabe. Era la hija de Isma'il Pasha Taymour, un notable turco de origen kurdo que sirvió como funcionario del gobierno en Egipto), junto con su concubina circasiana. Taymur comenzó a educarse en turco, árabe y persa en su casa cuando era muy joven. Luego de casarse dejó de escribir, pero tras la muerte de su esposo, el turco Mahmud Bey al-Islambuli, y la de su padre, pudo volver a hacer lo que realmente le gustaba y retomó la escritura. Tuvo una sola hija.
Desde muy joven Taymur comenzó a componer poesía en persa, en árabe y en turco, utilizando formas literarias tradicionales y metáforas para expresar sus sentimientos.
Taymur desempeñó un papel crucial en las reformas sobre la posición de la mujer en la sociedad egipcia, a través de su prosa y su poesía. El feminismo egipcio que surgió en el siglo XX tuvo sus raíces en esa época. Taymur es llamada la madre del feminismo egipcio porque su trabajo inspiró a generaciones posteriores de escritoras feministas. Ella, que tuvo que ser educada en casa, se posicionaba en contra de la reclusión de las mujeres egipcias en sus ensayos y expresaba su ira en su poesía.
Taymur falleció en El Cairo, en 1902.